# Бэбкок, Эрнест
Эрнест Бэбкок (10 июля 1877, Эджертон, Висконсин США — 8 декабря 1954) — американский генетик.

## Биография
Родился Эрнест Бэбкок 10 июля 1877 года в Эджертоне. В 1906 году окончил Калифорнийский университет в Сан-Франциско и остался там же после окончания университета. С 1907 по 1947 год работал в Калифорнийском университете, при этом с 1913 года Эрнест Бэбкок дослужился до должности профессора, одновременно с этим с 1925 по 1937 год работал в институте Карнеги в Вашингтоне.
Скончался 8 декабря 1954 года.

## Научные работы
Основные научные работы посвящены цитогенетике и генетике растений, методам цитогенетических исследований на модельных растениях.

## Членство в организациях
- Член Национальной АН США.
- Член многих международных научных обществ.